# Rodga

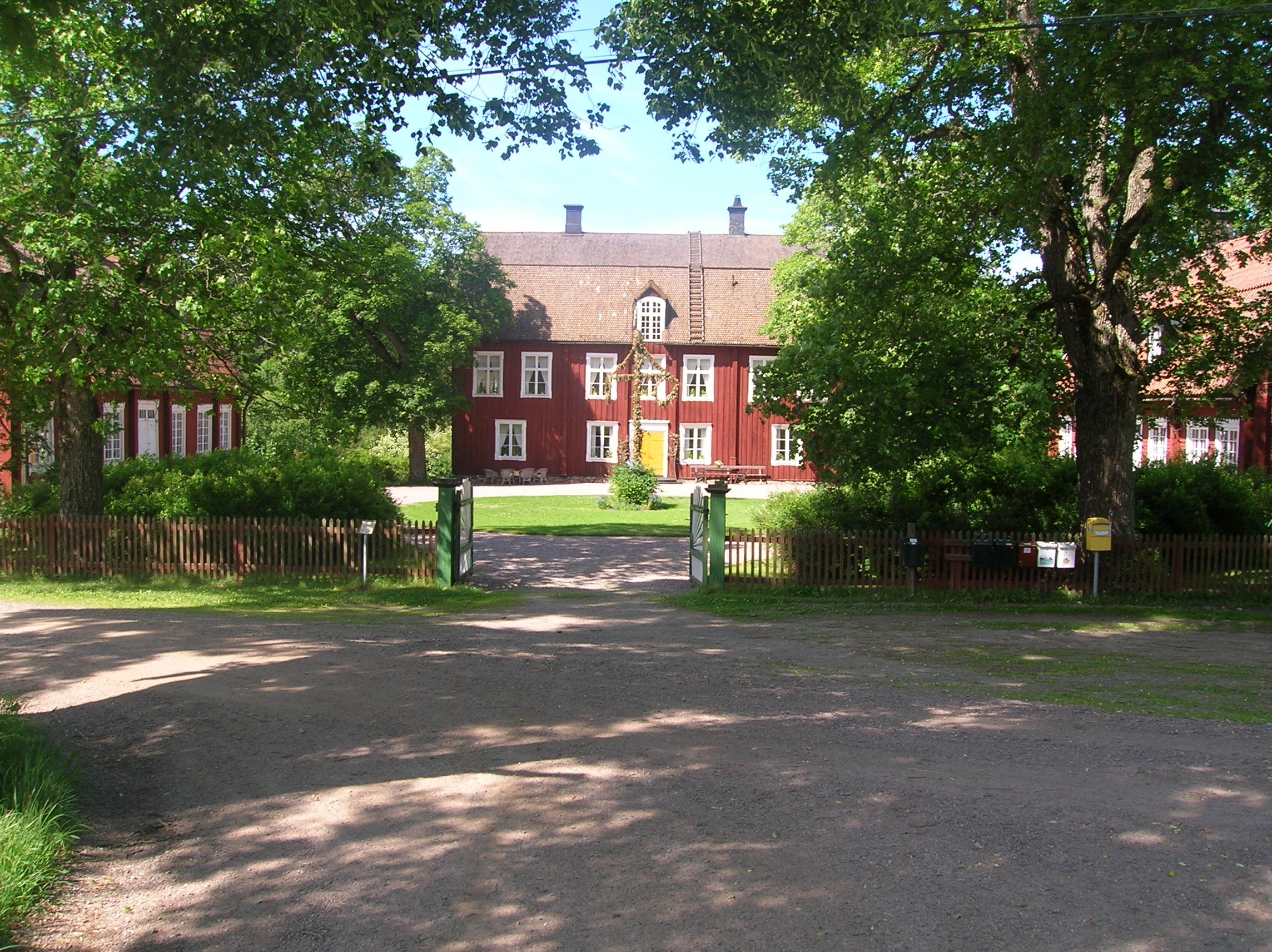
Huvudentréen.

Rodga är en herrgård mitt i den östgötska bergslagen i Norrköpings kommun. Rodga är beläget mellan sjöarna Norrsjön och Sörsjön. 

## Historia
Gården är nämnd redan på medeltiden och 1543 finns den nedtecknad som ett stubbe- och rödjehemman.
Dess storhetstid inleddes på 1670-talet när det såldes till Hans Pieter Hellwegh, en holländare som varit bosatt i Norrköping sedan 1650-talet. Han var en mycket driftig man som bestämde sig för att starta ett segelduks- och buldansväveri här. Detta var under Karl XI:s tid, och kungen behövde mycket segel till sin flotta.
1677 fick han privilegier för att starta tillverkningen, och snart fanns här 33 vävstolar som sysselsatte 500 hushåll. Rodga kom att bli en liten industriort.
Rodga övertogs 1760 av grosshandlaren Jacob Graver. Han var gift med Maria Magdalena Eurenia, som blev en del av Rodgas legendflora. Graver byggde ut herrgården med en övre våning. Jacob Gravers barnbarnsbarn var författaren Aurora Ljungstedt (1821–1908). I historien En gubbes minnen som ingår i En jägares historier från 1861 spelar den ödsliga och kusliga herrgården Agdor en central roll; Agdor är Rodga baklänges.
Från 1823 övertogs Rodga av Magnus Lorentz Ekelund, och under hans tid förekom ett glatt sällskapsliv på Rodga.
Tillverkningen av segelduk minskade och den verksamheten lades ner 1852. Rodga kom att knytas till produktionen av yxor vid Hults bruk, och än idag tillverkas där AGDOR-yxor.